# بيتر سميث (عالم وبائيات)
بيتر سميث (بالإنجليزية: Peter Smith)‏ هو عالم وبائيات ‏ بريطاني، ولد في 3 مايو 1942.